# ウムダトゥル・ウマラー
ウムダトゥル・ウマラー（Umdat-ul Umara, 1748年1月18日 - 1801年7月15日）は、南インドのカルナータカ太守（在位：1795年 - 1801年）。本名はグラーム・フサイン・アリー・ハーン（Ghulam Husain Ali Khan）という。

## 生涯
1759年から1760年まではナッタルナガルの副太守であり、1760年以降はアルコットの副太守であった。
1765年8月12日、イギリスの官吏ロバート・クライヴを通して、ムガル帝国の皇帝シャー・アーラム2世から「ウムダトゥル・ウマラー」の称号を賜り、これ以降はこの称号で呼ばれることとなった。
1795年10月13日、父であるカルナータカ太守ムハンマド・アリー・ハーンは死亡し、息子であるウムダトゥル・ウマラーが太守位を継いだ。
1799年5月、イギリスは第四次マイソール戦争でマイソール王ティプー・スルターンを破ったが、ウムダトゥル・ウマラーは戦争中密かにマイソール側へ物資を供給したのではないか、とイギリスの官吏らにその関与を疑われるようになった。
ウムダトゥル・ウマラーはこの内通疑惑を否定し続けたが、1801年7月15日に突如として急死した。イギリスに暗殺されたともいわれている。